# Electrophaes fabrefactaria
Electrophaes fabrefactaria là một loài bướm đêm trong họ Geometridae.